# Atacamite
L'atacamite est une espèce  minérale composée d'hydroxychlorure de cuivre de formule Cu2Cl(OH)3. Les cristaux peuvent atteindre une taille de 10 cm.

## Historique de la description et appellations

### Inventeur et étymologie
L'atacamite est décrite initialement dans un mémoire de l'Académie Royale des Sciences, Examen d'un sable vert cuivreux du Pérou, par le duc de la Rochefoucault, Baumé et de Fourcroy en 1786. C'est la description faite  par Dimitri Alexeïevitch Galitzine en 1801 qui fait référence et qui donne son nom à ce minéral ; le nom est inspiré du topotype.

### Topotype
- Le désert d'Atacama, au nord du Chili.
- Les échantillons types sont déposés à l'université Harvard, Cambridge, Massachusetts, États-Unis, N°110 816.

### Synonymes
- Alacamite : faute typographique très répandue au XIXe siècle[5]
- Cuivre muriaté (René Just Haüy, 1801)[6]
- Halochalcite
- Marcylite (Shepard, 1856)[7]
- Remolinite (Breithaupt, 1841)[8], le terme fait référence au topotype supposé, la région de Remolinos au Chili.

## Caractéristiques physico-chimiques

### Critères de détermination
L'atacamite se présente sous forme de cristaux prismatiques allongés, de transparence variable et d'éclat vitreux à adamantin. Sa couleur varie entre le vert-jaune et le vert foncé ; son trait est vert pomme.
Ce minéral est assez tendre, d'une dureté comprise entre 3 et 3,5 sur l'échelle de Mohs, soit entre celles de la calcite et de la fluorine. Sa fracture est conchoïdale.

### Cristallochimie
L'atacamite, la botallackite, la clinoatacamite et la paratacamite sont des polymorphes de la formule Cu2Cl(OH)3.
L'atacamite sert de chef de file à un groupe de minéraux qui porte son nom, le groupe de l'atacamite :
| Minéral         | Formule                | Groupe ponctuel | Groupe d'espace |
| --------------- | ---------------------- | --------------- | --------------- |
| Atacamite       | Cu2[(OH)3\|Cl]         | mmm             | Pnma            |
| Botallackite    | Cu2[(OH)3\|Cl]         | 2/m             | P21/m           |
| Clinoatacamite  | Pb5(VO4)3Cl            | 2/m             | P21/n           |
| Gillardite      | Cu3Ni(OH)6Cl2          | 3m              | R3m             |
| Haydeeite       | Cu3Mg(OH)6Cl2          | 3m              | R3m             |
| Herbertsmithite | Cu3Zn[(OH)3\|Cl]2      | 3m              | R3m             |
| Kapellasite     | Cu3Zn[(OH)3\|Cl]2      | 3m              | P3m             |
| Paratacamite    | Cu3(Cu,Zn)[(OH)3\|Cl]2 | 3               | R3              |

### Cristallographie

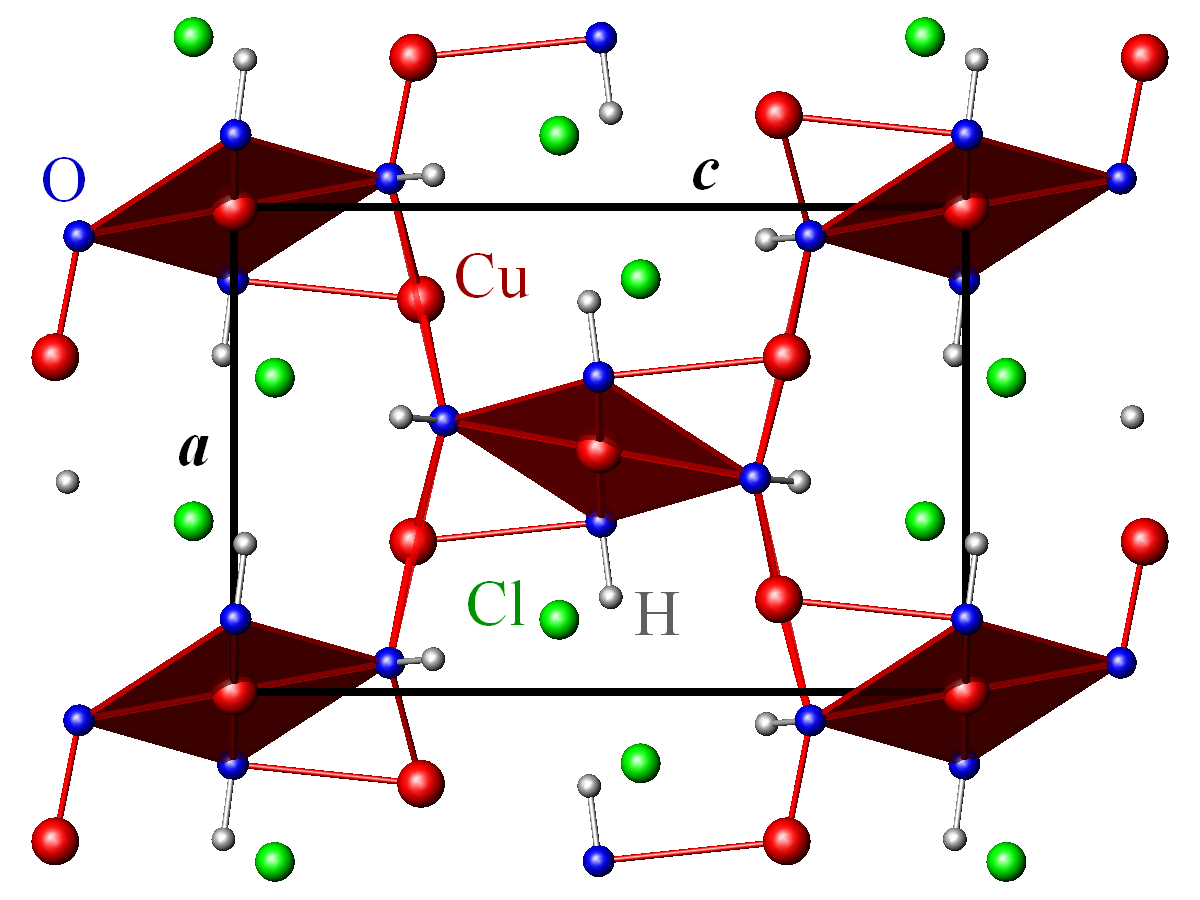
Structure de l'atacamite, projetée sur le plan (a, c). En rouge : atomes de cuivre, en vert : chlore, en bleu : oxygène, en gris : hydrogène. Le parallélépipède noir représente la maille conventionnelle.

L'atacamite cristallise dans le système cristallin orthorhombique, de groupe d'espace Pnma (Z = 4 unités formulaires par maille conventionnelle).
- Paramètres de la maille conventionnelle : {\displaystyle a} = 6,030 Å, {\displaystyle b} = 6,865 Å, {\displaystyle c} = 9,120 Å (volume de la maille V = 377,5 Å3)
- Masse volumique calculée = 3,76 g/cm3

Les ions Cl− ont une coordination trigonale prismatique (3+3) de cuivre et d'hydrogène.
Les ions Cu2+ sont situés sur deux sites non-équivalents, Cu1 et Cu2. Cu1 (aux sommets et au centre de la maille) est en coordination octaédrique déformée (4+2) de groupes hydroxyles (OH) et de chlore, Cu2 est en coordination octaédrique déformée (5+1) d'OH et Cl. Les groupes octaédriques de cuivre sont reliés entre eux par leurs arêtes de façon similaire aux octaèdres AlO6 dans la structure de la spinelle.
La distribution des longueurs de liaison dans les octaèdres Cu1Cl2(OH)4 et Cu2Cl(OH)5, quatre liaisons Cu-O courtes entre 1,94 Å et 2,02 Å et deux liaisons Cu-O et Cu-Cl plus longues entre 2,34 Å et 2,78 Å, est typique de l'effet Jahn-Teller rencontré dans les composés de Cu(II) et permet une description alternative de la structure en termes de groupes plans carrés Cu(OH)4.
Dans cette description, les groupes Cu1(OH)4 sont reliés par un sommet et forment des chaînes en zigzag le long de la direction b, avec un angle de liaison Cu-O-Cu de 124,5°. Les groupes Cu2(OH)4 sont reliés par leurs arêtes et forment des chaînes non-planes le long de la direction a, avec un angle de liaison Cu-O-Cu de 97,8°. Les chaînes Cu1(OH)3 et Cu2(OH)2, perpendiculaires, sont reliées par deux sommets d'une arête d'un groupe Cu2(OH)4, formant des triangles isocèles de Cu2+.

### Propriétés physiques
La connaissance exacte de la configuration géométrique des porteurs de moment magnétique (ici, les ions Cu2+, de spin 1/2) dans un matériau est essentielle pour comprendre ses propriétés magnétiques. Dans les oxydes de Cu(II), les interactions magnétiques entre spins ont en général lieu par superéchange via les atomes d'oxygène, puisqu'il y a recouvrement des orbitales atomiques du cuivre et de l'oxygène. Les angles de liaison Cu-O-Cu jouent un rôle important dans la nature des interactions magnétiques. Comme les angles de liaison dans l'atacamite sont supérieurs à 90°, les interactions le long des deux types de chaînes sont antifféromagnétiques. Cependant, la configuration de spins triangulaire entre les chaînes peut, selon la force des différentes interactions, entraîner une frustration magnétique, empêchant un ordre à longue distance des spins. Des mesures en température de la susceptibilité magnétique ont montré qu'en dessous de TN = 9 K, l'atacamite présente un système antiferromagnétique désordonné : les spins ne sont ordonnés que localement (verre de spin).

## Gîtes et gisements

### Gîtologie et minéraux associés
L'atacamite se rencontre :
- comme minéral supergène des zones superficielles de gisements de cuivre, le plus souvent en zones désertiques arides ;
- en altération des objets en bronze ou cuivre de la période préhistorique et antique.

Elle est associée aux minéraux suivants : cuprite, brochantite, linarite, calédonite, malachite, chrysocolle, paratacamite, botallackite.

### Gisements producteurs de spécimens remarquables
- Australie

Moonta mines, Moonta, Yorke Peninsula, South Australia
- Canada

Mine Jeffrey,  Asbestos, Les Sources RCM, Estrie, Québec,
- Chili

Mine La Farola, Cerro Pintado, District de Las Pintadas, Tierra Amarilla, Province de Copiapó, Atacama
Mine de Remolinos, Cabeza de Vaca district, Province de Copiapó, Atacama
- France

Mine La Finosa, Ghisoni, Corte, Haute-Corse
Mines de Roua (Clue de Roua), Daluis, Guillaumes, Alpes-Maritimes

## Exploitation des gisements
L'atacamite servait autrefois (avant l'apparition des buvards) de poudre pour sécher l'encre et était importée du Chili pour cet usage.

## Galerie

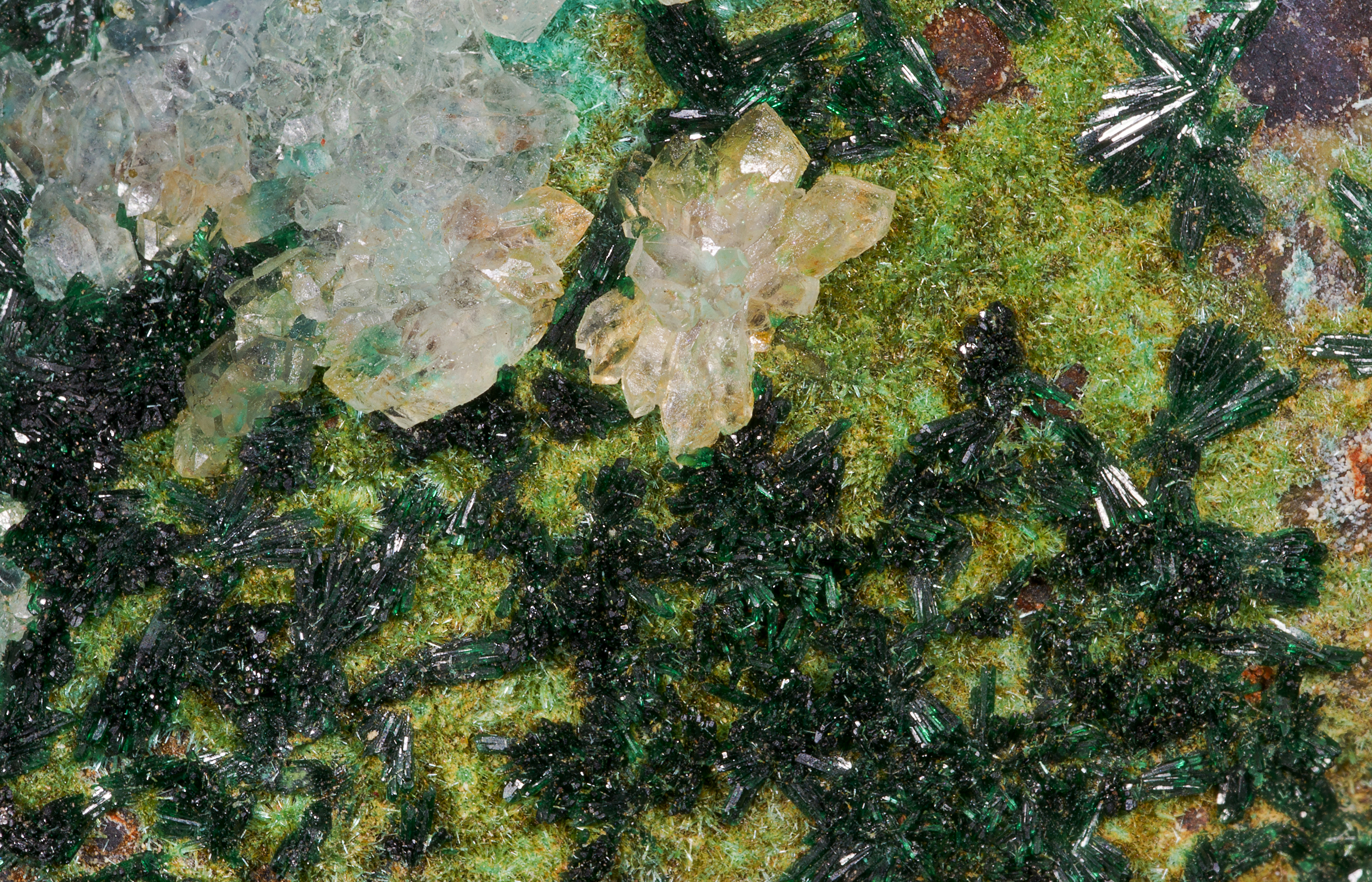
Atacamite sur libéthénite - Copiapo Chili
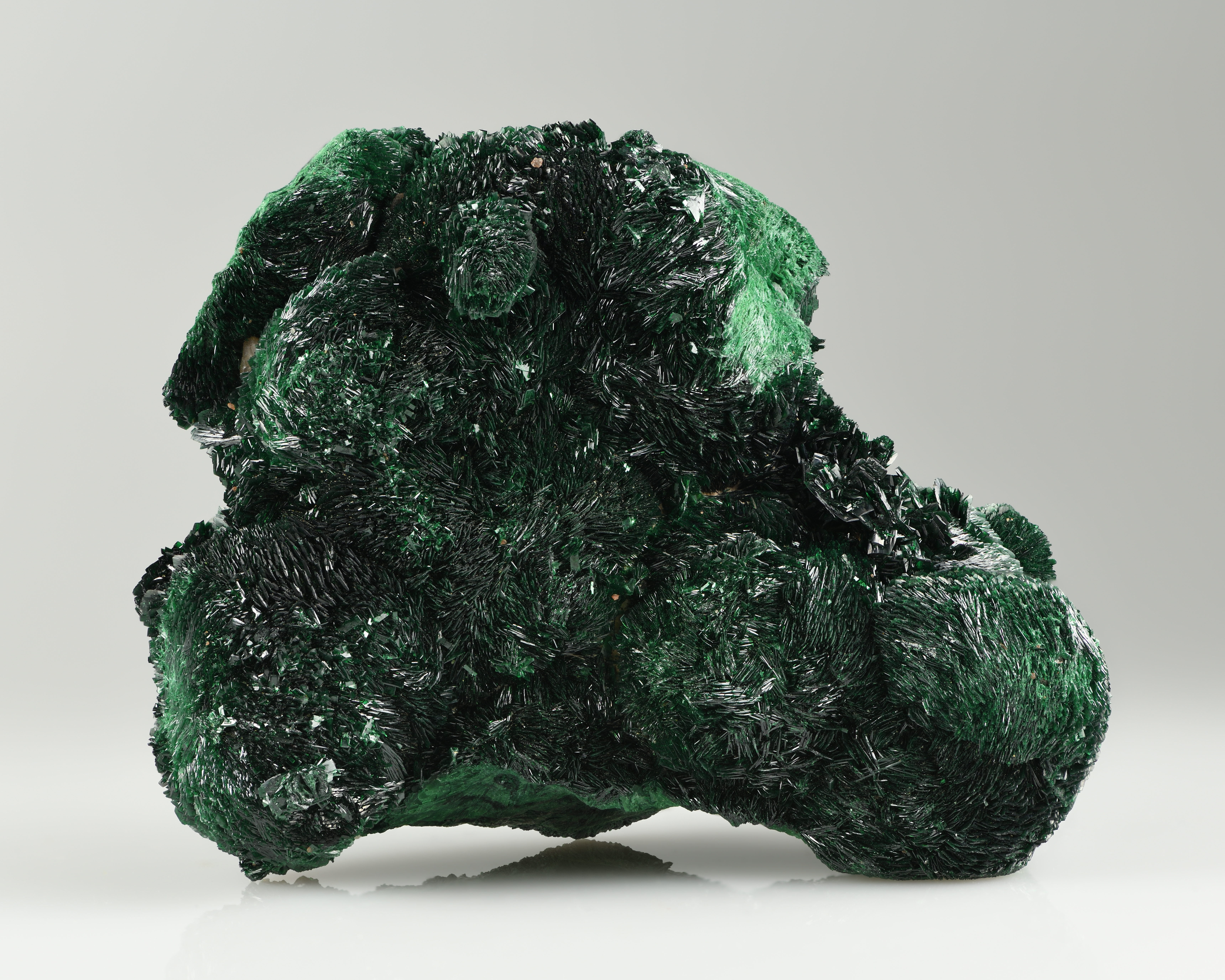
Atacamite - Australie
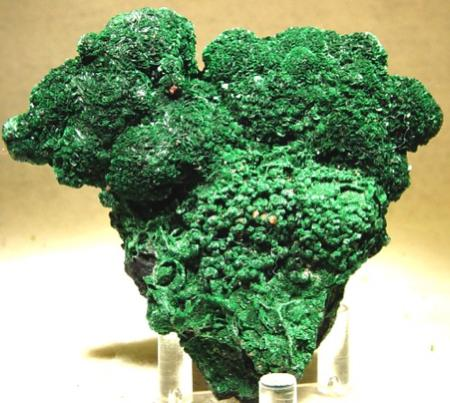
Atacamite - Australie